# Serre (affluent de l'Oise)
Pour les articles homonymes, voir Serre (homonymie).
La Serre est une rivière française, affluent de la rive gauche de l'Oise, donc sous-affluent de la Seine. Elle coule dans les départements des Ardennes et de l'Aisne, dans les anciennes régions Picardie et Champagne-Ardenne, donc dans les nouvelles régions Hauts-de-France et Grand Est.

## Géographie
La Serre naît dans le département des Ardennes, à La Férée (localité située à deux kilomètres à l'ouest de Liart), à 265 m d'altitude, près du croisement des routes départementales D 236 et D 36.
Elle prend d'emblée la direction du sud-ouest, direction qu'elle maintient grosso modo tout au long de son parcours de 95,9 km de longueur. Elle coule ensuite dans le département de l'Aisne. 
Elle a son confluent avec l'Oise sur la commune de Danizy, près de La Fère, à 52 m d'altitude.
La Serre est le principal affluent du cours supérieur de l'Oise (c'est-à-dire avant le confluent de cette dernière avec l'Aisne). Née en Thiérache, elle traverse des zones peu peuplées, et baigne notamment Rozoy-sur-Serre, Montcornet et Marle-sur-Serre.

### Villes traversées
Rozoy-sur-Serre, Montcornet, Marle, Crécy-sur-Serre

### Communes et cantons traversés

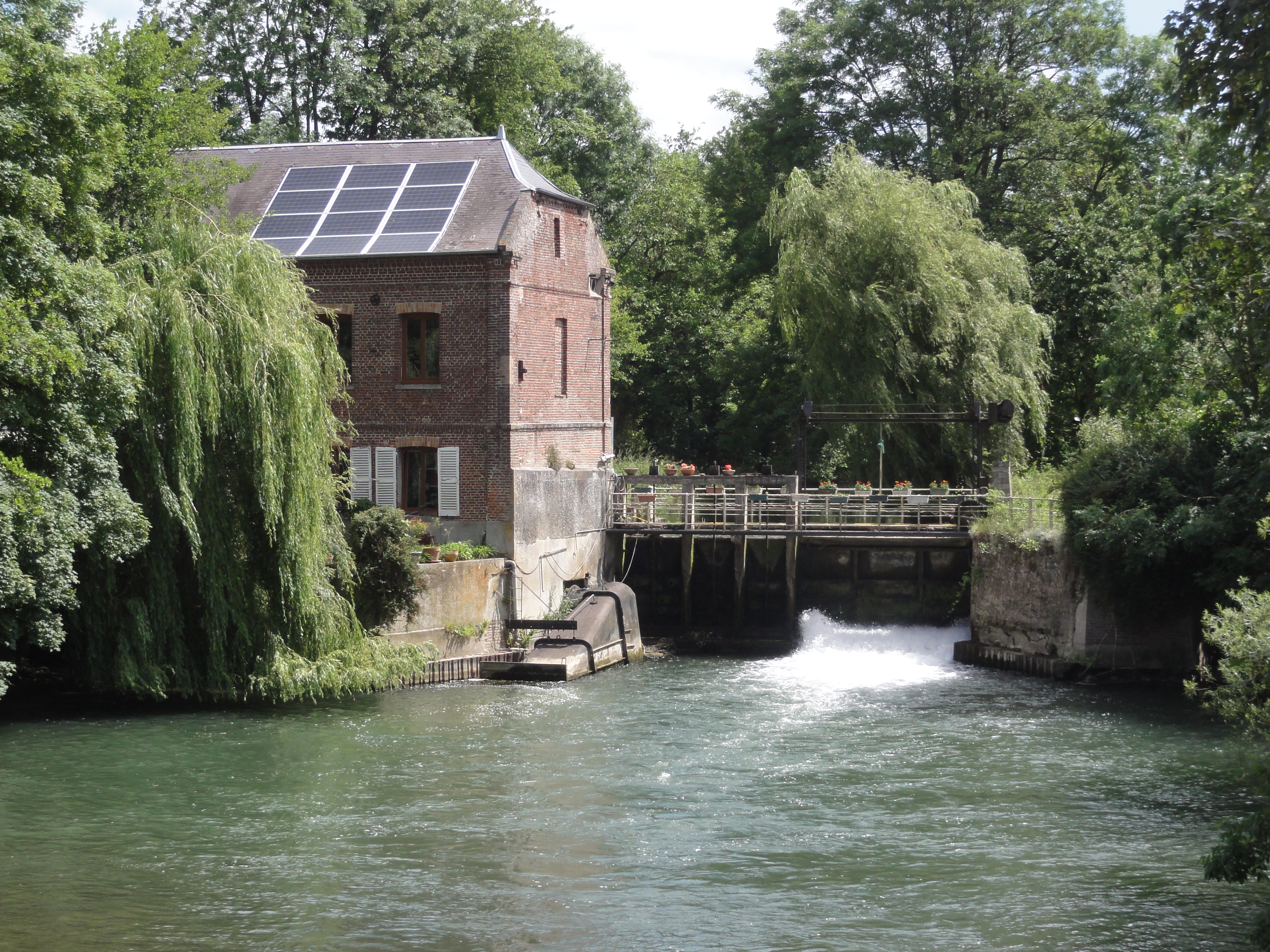
Moulin sur la Serre à Tavaux-et-Pontséricourt.

Dans les deux départements de l'Aisne et des Ardennes, la Serre traverse les trente-neuf communes suivantes, de l'amont vers l'aval, de La Férée (source), Blanchefosse-et-Bay, Le Fréty, Résigny, Rocquigny, Grandrieux, Rouvroy-sur-Serre, Raillimont, Rozoy-sur-Serre, Chéry-lès-Rozoy, Dolignon, Sainte-Geneviève, Vincy-Reuil-et-Magny, Montcornet, Chaourse, Agnicourt-et-Séchelles, Tavaux-et-Pontséricourt, Saint-Pierremont, Bosmont-sur-Serre, La Neuville-Bosmont, Cilly, Montigny-sous-Marle, Marle, Marcy-sous-Marle, Voyenne, Erlon, Dercy, Mortiers, Crécy-sur-Serre, Montigny-sur-Crécy, Pouilly-sur-Serre, Assis-sur-Serre, Mesbrecourt-Richecourt, Remies, Nouvion-et-Catillon, Nouvion-le-Comte, Anguilcourt-le-Sart, Achery, Danizy (confluence).
Soit en termes de cantons, la Serre prend source dans le canton de Signy-l'Abbaye, traverse les canton de Vervins, canton de Marle, conflue dans le canton de Tergnier, le tout dans les arrondissements de Charleville-Mézières, de Vervins et de Laon

### Toponymes composés
La Serre associe son nom aux neuf communes suivantes : Assis-sur-Serre, Barenton-sur-Serre (bien que non traversée par la rivière), Bosmont-sur-Serre, Crécy-sur-Serre, Marle-sur-Serre (aujourd'hui Marle), Pouilly-sur-Serre, Rouvroy-sur-Serre, Rozoy-sur-Serre, Verneuil-sur-Serre (bien que non traversée par la rivière). Elle a aussi donné son hydronyme à la communauté de communes du Pays de la Serre.

### Bassin versant

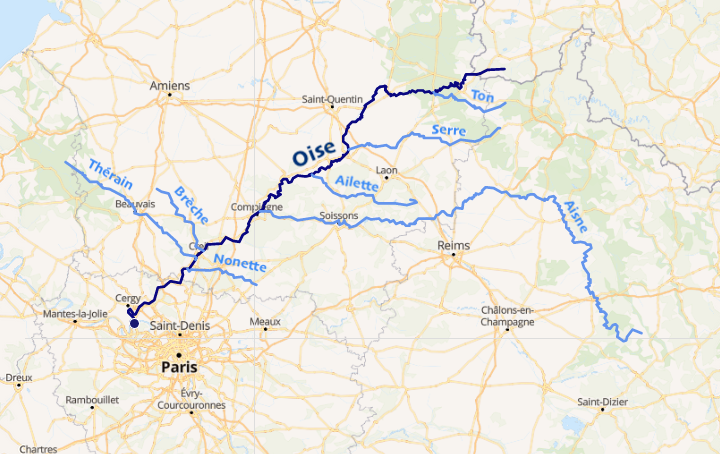
Positionnement de la Serre en rive gauche dans le bassin de l'Oise.

La Serre traverse cinq zones hydrographiques pour une superficie totale de 1 743 km2. Ce bassin versant est constitué à 81,30 % de « territoires agricoles », à 12,91 % de « forêts et milieux semi-naturels », à 5,06 % de « territoires artificialisés », à 0,61 % de « zones humides », à 0,13 % de « surfaces en eau ».

### Organisme gestionnaire
Les organismes gestionnaire sont le Syndicat de la Serre amont et de ses affluents, créé en janvier 2010 et sis à Rozoy-sur-Serre, et syndicat intercommunal Serre aval, sis à Crécy-sur-Serre.

## Affluents

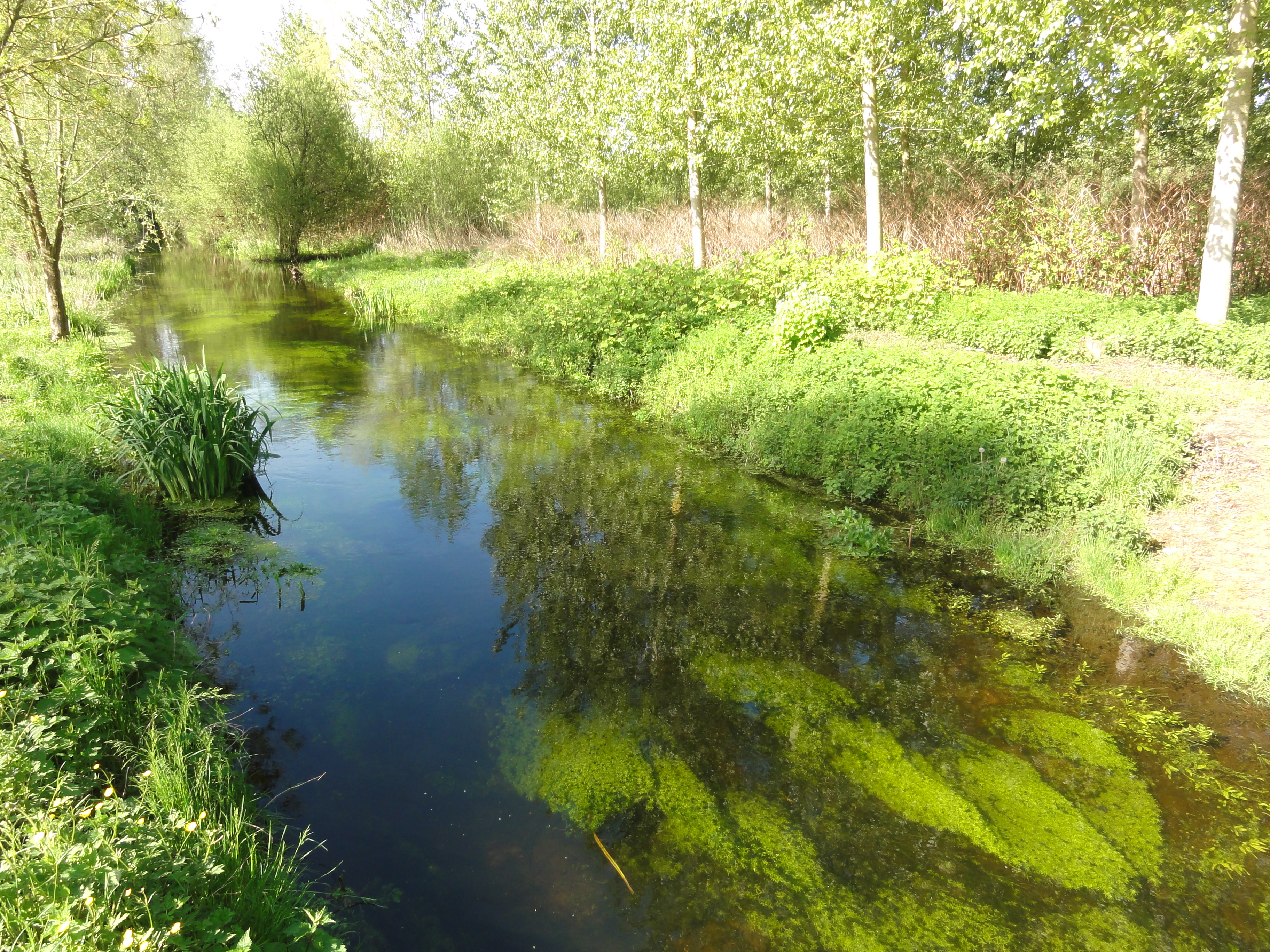
Le ru des Barentons, sous-affluent de la Serre, à Barenton-Bugny.

La Serre a vingt tronçons affluents référencés :
- le cours d'eau 01 du Fau Baton (rd), 2 km sur les deux communes de Blanchefosse-et-Bay, et La Férée avec un affluent :
  - le cours d'eau 01 des Bruyères (rd), 1,5 km sur les deux communes de Blanchefosse-et-Bay, et La Férée
- le ruisseau du Moulin Bataille (rd), 6,5 km sur les quatre communes de Rocquigny, Résigny, Les Autels, Blanchefosse-et-Bay, avec un affluent :
  - le ruisseau de la Grande Vallée (rd), 0,7 km sur la seule commune de Blanchefosse-et-Bay
- trois bras de la Serre donc affluent et défluent
- le Hurtaut (rg), 38,1 km sur dix-sept communes et avec huit affluents[5]
- le Jeune Vat (rd), 3,3 km sur la seule commune de Chaourse
- la rivière de Vigneux (rd), 5,2 km sur les trois communes d'Agnicourt-et-Sechelles, Chaourse, Vigneux-Hocquet
- un bras de la Serre
- le Vilpion (rd), 42,8 km et son principal affluent la Brune : le Vilpion sur dix-sept communes et avec quatre affluents[6] et de rang de Strahler quatre
- un bras de la Souche
- la Souche (rg), 31,8 km sur treize communes avec treize tronçons affluents[7] de rang de Strahler trois
- le Rucher ou le ruisseau la Buzelle (rg), 16 km sur les cinq communes d'Assis-sur-Serre, Pouilly-sur-Serre, Crépy, Vivaise, Chéry-lès-Pouilly sans affluent référencé
- un bras de la Serre, 0,7 km sur la seule commune d'Assis-sur-Serre
- le Peron (rd), 15,2 km sur cinq communes et avec un affluent[8]
- deux bras de la Serre
- le Broyon (rg), 8 km sur les trois communes de Nouvion-et-Catillon (confluence), Remies, Couvron-et-Aumencourt (source)
- un bras de la Serre, 1,5 km sur la seule commune d'Anguilcourt-le-Sart
- le ruisseau de Saint-Lambert ou canal de Saint-Lambert (rg), 10,4 km sur les six communes d'Anguilcourt-le-Sart, Fourdrain, Danizy, Rogécourt, Versigny, Fressancourt avec quatre affluents et de rang de Strahler trois.

Le rang de Strahler est donc de cinq.

## Hydronymie
Les formes anciennes de la Serre sont Sara au VIe siècle, Sera en 867 dans un acte de Charles II le Chauve, Serra en 1162 dans un cartulaire de l'abbaye Saint-Martin de Laon, rivière de Sere en 1368 dans une charte de l'abbaye Saint-Vincent de Laon, et Cere en 1389 dans le Trésor des Chartes.
Il provient d'un mot non celtique pour plusieurs toponymistes comme Albert Dauzat, Ernest Nègre, Charles Rostaing. Le nom vient d'une variante féminin d'un radical préceltique ser signifiant « couler, mouvoir rapidement et violemment »,. Une racine indo-européenne *ser- de même signification a été conjecturée,. On retrouve une origine étymologique similaire avec la Sarre et la Sère.

## Hydrologie

### La Serre à Pont à Bucy, Nouvion-et-Catillon
Le débit de la rivière mesuré à Pont à Bucy, désormais regroupé avec Nouvion-et-Catillon, peu avant son confluent avec l'Oise, et observé au long d'une période de 67 ans (1949 - 2015), est de 13,1 m3/s pour un bassin versant de 1 630 km2 et à 51 m d'altitude, c'est-à-dire pour 94 % du bassin versant total de 1 743 km2. 
La Serre présente des fluctuations saisonnières de débit modérées et assez typiques de la région du nord-est de la Picardie, la Thiérache. Les hautes eaux se situent en hiver et au début du printemps, et portent le débit mensuel moyen à un niveau de 17 à 20 m3/s, de janvier à avril inclus (avec un maximum en février), et des basses eaux d'été, de juillet à octobre, avec une baisse du débit mensuel moyen jusqu'à 7,47 m3/s au mois de septembre, ce qui reste fort consistant. Ces moyennes mensuelles cachent bien sûr des écarts plus importants.

### Étiage
En période d'étiage, le VCN3 peut chuter jusque 3,8 m3/s, en cas de période quinquennale sèche, ce qui reste très substantiel.

### Crues
D'autre part les crues sont rarement importantes. Les QIX 2 et QIX 5 valent respectivement 39 et 52 m3/s. Le QIX 10 est de 60 m3/s, le QIX 20 de 69 m3/s. Quant au QIX 50, il est de 79 m3/s.
Le débit instantané maximal enregistré à Nouvion-et-Catillon a été de 96,4 m3/s le 23 décembre 1993, tandis que la valeur journalière maximale était de 89 m3/s à la même date. Le premier de ces chiffres étant largement supérieur au QIX 50 calculé de la Serre, on peut dire qu'il s'agissait d'un épisode qui ne se produit théoriquement qu'une fois par siècle, ou plus rarement encore… La hauteur maximale instantanée était le même jour et à la même heure de 263 cm ou 2,63 mètres.
Peu après son confluent avec la Serre, l'Oise roule 33,3 m3/s à Sempigny dans le département de l'Oise, face à Noyon, ce qui implique que la Serre lui a fourni 40 % de son débit (sur ce tronçon).

### Lame d'eau et débit spécifique
La lame d'eau valant de ce fait 255 mm annuellement, et le Qsp étant de 8,1 litres par seconde et par kilomètre carré.

## Histoire
La rivière de Serre s'appelait autrefois la rivière de Marle. Cette rivière prend sa source près de Liart aux confins des Ardennes et de la Thiérache. Avait-elle la réputation d'une rivière lente et paresseuse ? Ce n'est pas le cas bien que la vallée entre les croupes du Vermandois finissant et les monts ou éboulis du Laonnois soit à peu près sans pente, à l'instar de celle de l'Oise.
Citons un extrait de la spectaculaire présentation rédigée par un historien local, bon connaisseur de l'Ancien Régime :
« Gonflées par la fonte de neige ou par les pluies torrentielles, ses eaux tumultueuses charrient branches et arbres, amenés par son cours supérieur, se déversent dans la plaine qui va de Crécy à La Fère, son point de jonction avec l'Oise, créant de nombreux lacs et étangs qui noient pendant une grande partie de l'année, les prés et bois avoisinant aux terroirs de Crécy, Assis, Richecourt, Nouvion et Catillon, Nouvion Le Comte, Le Sart d'Anguilcourt, Achery et la Fére. »
La vallée ample d'Anguilcourt à Crécy, en partie mise hors d'inondation, a été empruntée par le chemin de fer, la fameuse ligne de la Serre. Au-delà, les services d'autobus remontaient la vallée étroite.
Le canotage est resté longtemps pittoresque, surtout par les effets des crues et la végétation insolite. Mais la rivière de Marle est dès l'époque romaine une allée de moulins à farine, à huiles, de tordoirs. On en recense à Crécy, Nouvion L'Abbesse, Pont à Bucy, Sart d'Anguicourt et enfin à La Fère, qui compte aussi un moulin à poudre à l'époque moderne.
Mais la rivière de Serre est aussi une frontière politique et économique, attesté par ses pontenages, ses gués et ses péages. Ainsi le Pont à Bucy est un ancien péage. Mais le mieux connu des archives est le Pont à Nouvion dont le vieux péage appartient au comte de Marle (d'où le nom de la rivière), puis au sire de Coucy, au duc d'Orléans, au comte de Saint-Pol et enfin au Roy de France. Le chemin des Romains, probablement une ancienne voie gallo-romaine, a laissé le toponyme Romeret. De Nouvion et Catillon du Temple, elle se dirige vers Saint-Quentin. Au VIIIe siècle, la voie commerciale austrasienne, venant de Reims, y relie Laon à Arras, avant de gagner les contrées du Nord. Sur cette artère marchande se retrouvent d'anciens monastères. Les négociants du Cambrésis venaient y porter des vins et du fromage de Maroilles.
Il fut des temps guerriers où la Thiérache est une région frontalière située près de régions hostiles et troublées. Elle fait partie des Pays-Bas méridionaux ou Belgique actuelle dominés par la famille bourguignonne dont hérite Charles Quint, puis appartient à l'Espagne, puis l'Autriche. Dépourvue de protection militaire efficace, elle vit sous la menace de bandes armées et de pillards, lansquenets et gueux venus de Hollande ou d'Allemagne ou de France et de Lorraine voisines à l'époque. Ceci remonte aux XVIe et XVIIe siècles, tout particulièrement pendant les Guerres de religion (1550-1650 surtout) et pendant les guerres incessantes entre l'Espagne et la France des Louis XIII et Louis XIV. Mais la région était déjà devenue française.
Menacés dans leur vie et dans leurs biens, les anciens habitants ont choisi dès les temps médiévaux de fortifier leurs églises, les encadrant de véritables donjons, de tourelles de conception militaire avec meurtrières et bretèches, et en les dotant de réserves de vivres, de munitions et d'armes diverses. Ils transforment ainsi leurs églises en petites forteresses et arrivent ainsi à résister à des sièges de quelques jours, voire dissuader les bandes qui rôdent dans les parages.

## Curiosités - Tourisme
Le bassin de la Serre est en grande partie situé en Thiérache, et particulièrement la région de son sous-affluent la Brune (affluent du Vilpion). Éloigné des grands centres touristiques de France, son bassin n'en est pas moins riche d'un important patrimoine architectural surtout religieux. La région du bassin de la Serre possède plusieurs superbes églises fortifiées.
Actuellement, la plupart de ces édifices remarquables subsistent dans la région, et en assez bon état, vu la prise de conscience (dans les années 1970-1980) de leur spécificité et valeur patrimoniale ayant enclenché des programmes de restauration, certes encore insuffisants et trop lents à mettre en œuvre.

### Monuments et sites à visiter

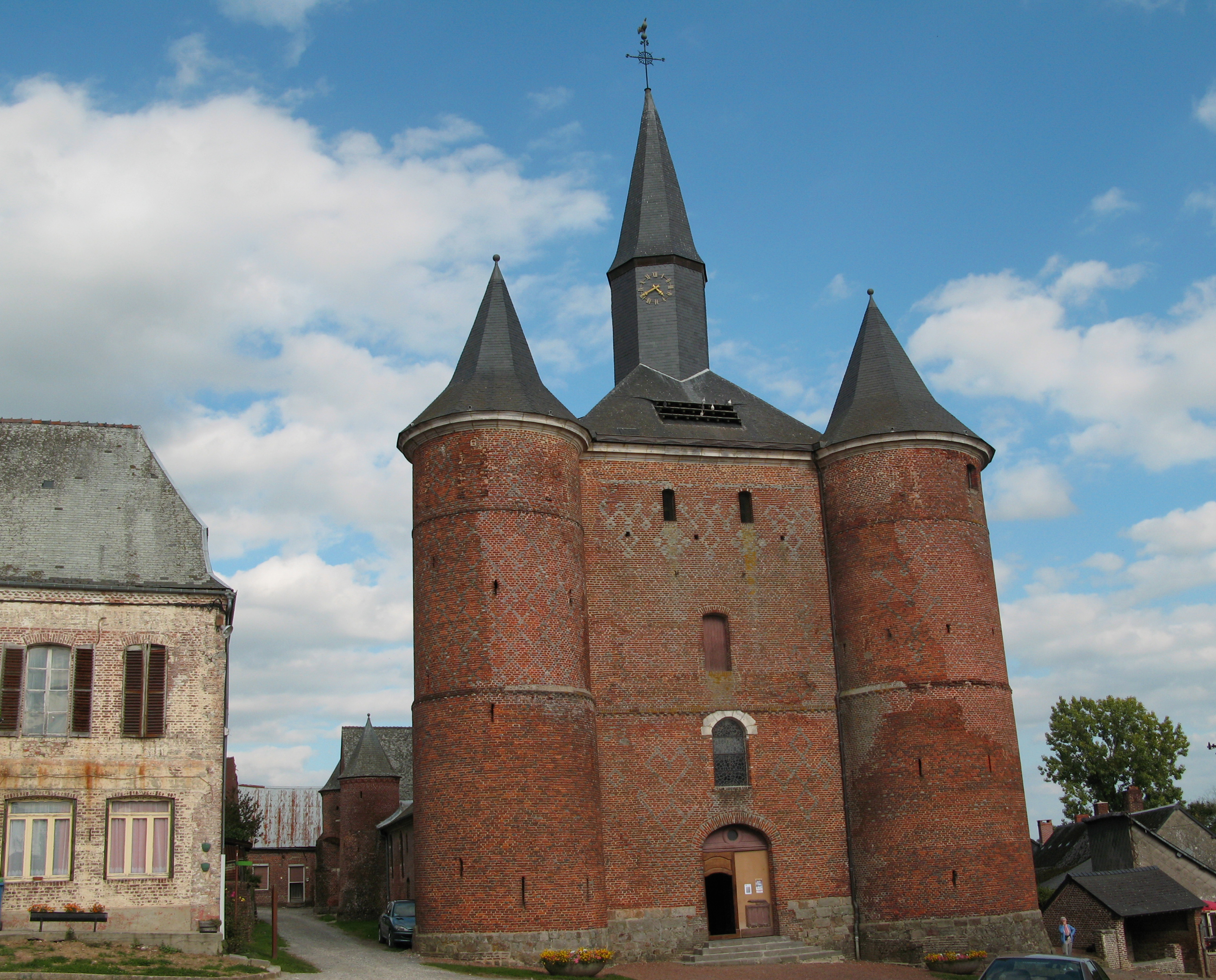
L'église fortifiée de Plomion avec ses tours fortifiées, entre (à gauche) un toit typique de Thiérache et (à droite) le lavoir.

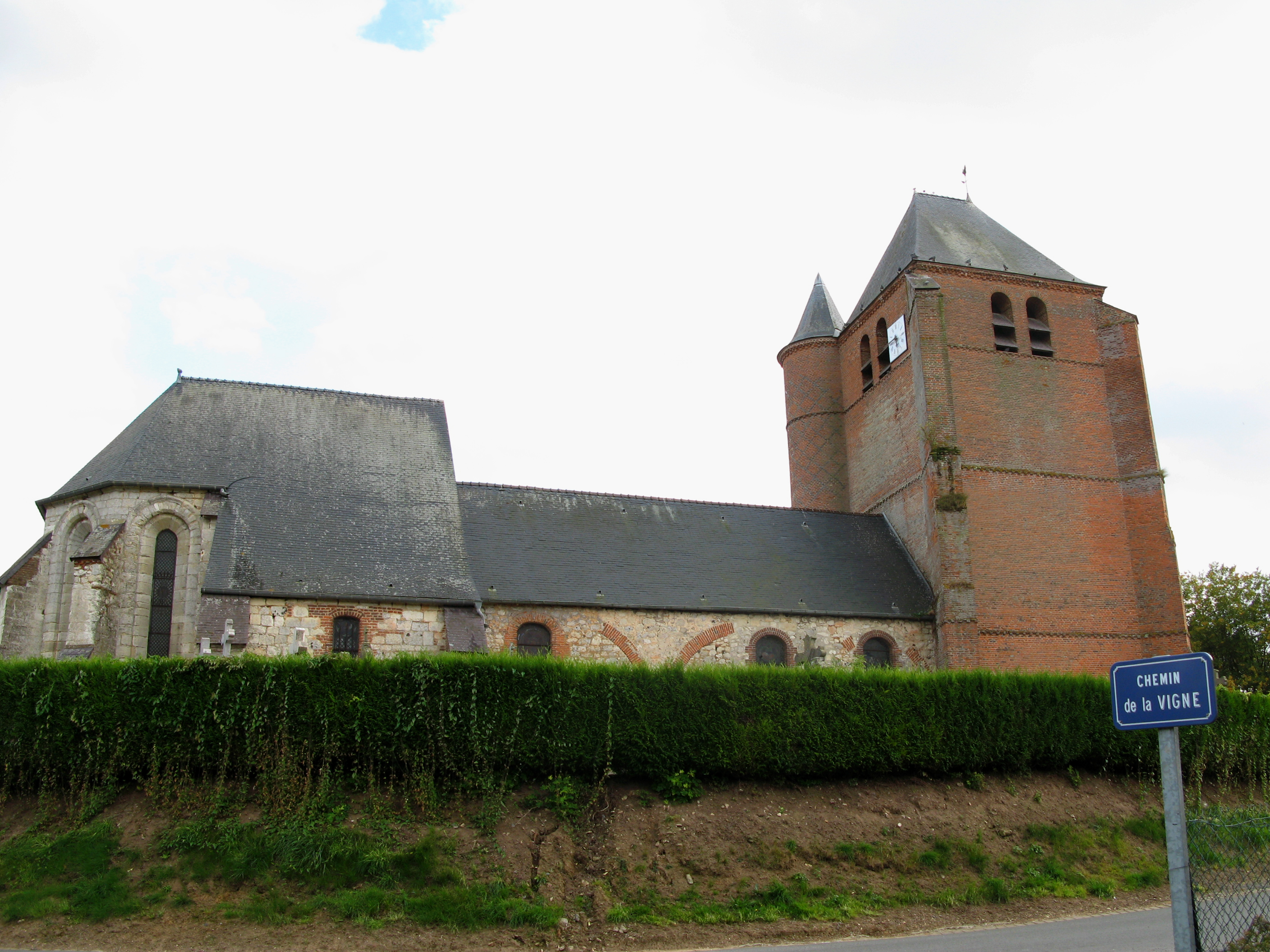
Église fortifiée d'Hary. Le surplomb naturel sur le côté nord contribuait, en cas d'attaque, à la protection de l'édifice.

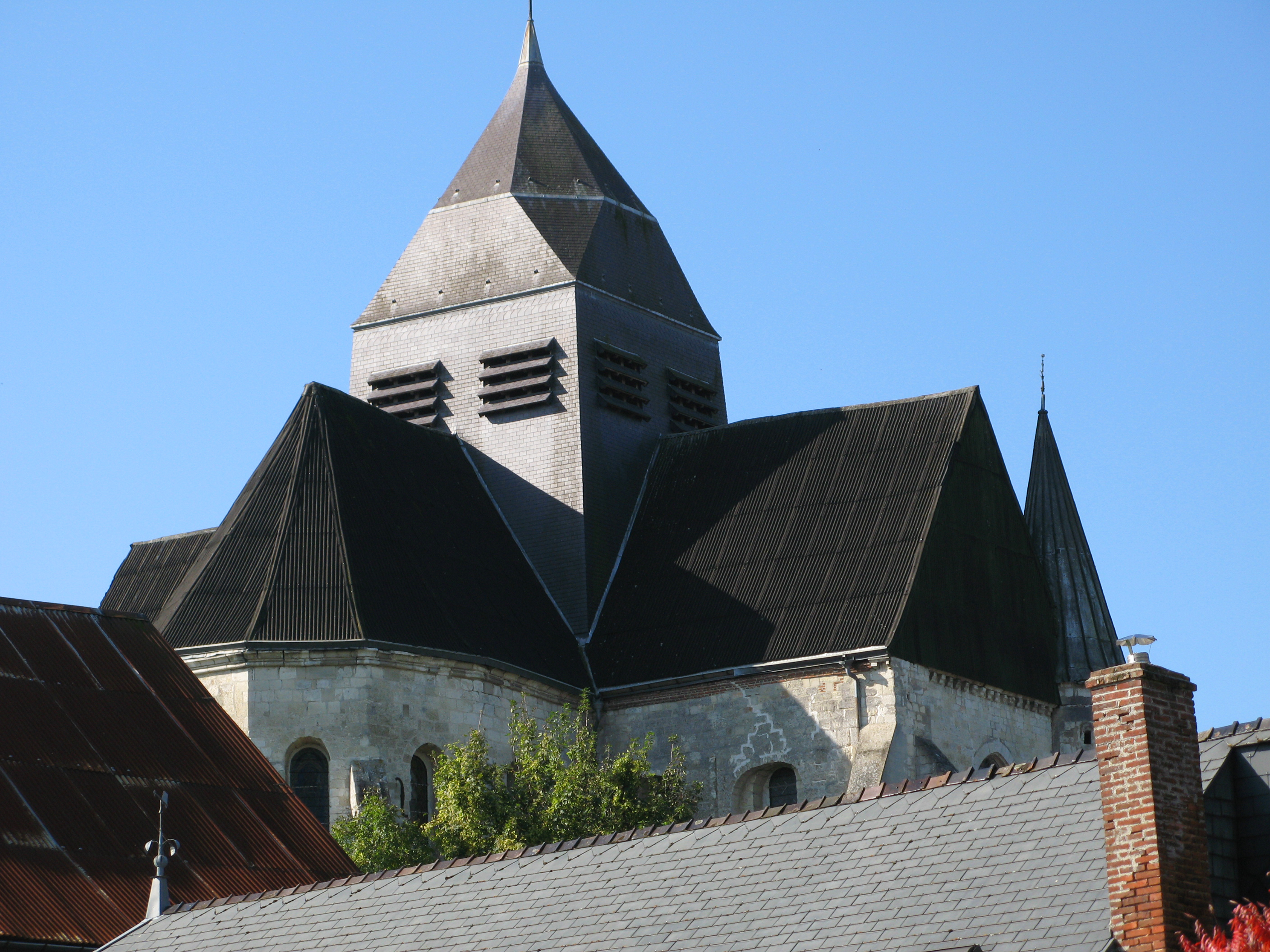
L'église fortifiée de Rozoy-sur-Serre : chevet et transept vus du nord.

#### Églises fortifiées
Il est irréaliste d'envisager de découvrir et visiter les églises fortifiées en une fois. On en dénombre plus de soixante, et il faut prévoir le temps de trajet entre les villages, desservis parfois seulement par des routes très sinueuses. Voici trois exemples de visites, réalisables selon le temps disponible et incluant le tour extérieur de l'édifice, la visite de l'intérieur, guidée ou pas (avec temps nécessaire à obtenir éventuellement la clé), et pourquoi non, les quelques pas jusqu'au lavoir :
en une heure environ
- Liart : superbe église fortifiée (inscrite aux Monuments Historiques) avec tour porche à deux étages munie de canonnières et d'une bretèche du XVIIe siècle. Le chevet est entouré de deux tourelles percées de meurtrières. Couleuvrines en fonte du XVIe siècle.

en deux heures environ jusqu'à une demi-journée
- Jeantes
- Plomion : l'église Notre-Dame (inscrite aux Monuments Historiques) est un superbe exemple des églises fortifiées de Thiérache. Le transept est flanqué d'échauguettes et le clocher de façade massif en forme de donjon est protégé par deux tours rondes dotées de meurtrières. Le donjon comporte une grande salle-refuge communiquant avec les combles. Halle en bois (également inscrite aux Monuments Historiques) et belles maisons anciennes de Thiérache. Non loin de là, se trouve un bel étang (pêche). On y a établi un centre de loisirs avec base nautique, terrains de tennis et autres infrastructures sportives.
- Si on ajoute à ce parcours la visite de la splendide église fortifiée de Bancigny, petite localité située entre Jeantes et Plomion, il faut ajouter une heure en plus à cette petite excursion.

en 5 heures environ jusqu'à une journée
- Prisces : l'église romane du XIIe siècle a été dotée d'un énorme donjon haut de 25 mètres. L'église comporte quatre étages capables d'héberger une centaine de combattants.

- Gronard

- Hary : l'église Saint-Cornille-et-Saint-Cyprien date du XIIe siècle. Il s'agit du chœur et de la nef en pierres blanche (inscrit Monument Historique). L'église fut fortifiée au XVIe siècle : en façade on construisit un admirable et imposant clocher-donjon orné de dessins de briques vernissées (Monument Historique). Le donjon est flanqué d'une tourelle d'escalier circulaire, à l'angle sud-est.

- Burelles

#### Autres lieux remarquables
- Marle : Située au confluent de la Serre et du Vilpion, cette petite ville possède la superbe église gothique Notre-Dame, du XIIe siècle, de style "gothique primitif" (Monument Historique). Clocher carré sur croisée du transept. Très riche mobilier religieux : fonts baptismaux romans, tombe avec statue du XIVe siècle, orgue Doublaine-Calinet de 1840 (Monument Historique), toiles du XVIIe siècle, retable de l'Assomption, six panneaux sculptés en bois, stalles etc. Vestige des remparts, tour du Mutte. Relais de poste du XVIIe (Monument Historique). Belles anciennes demeures des XVIIe et XVIIIe siècles dont l'ancien Hôtel de Ville. Ancien château fort reconstruit au XIXe siècle avec esplanade. Musée des Temps Barbares (haut Moyen Âge). Moulins à eau. Parc archéologique, ferme mérovingienne. Chasse, pêche, cyclotourisme, canoë-kayak etc.

- Rozoy-sur-Serre

- Parfondeval, à cinq kilomètres de Rozoy-sur-Serre est classé comme l'un des plus beaux villages de France, le seul de Picardie avec Gerberoy. Superbe ensemble formé par l'église fortifiée et les demeures adjacentes formant enceinte autour d'elle et ornées de dessins de briques vernissées. Clocher-donjon entouré de deux tourelles.

- Montcornet, au confluent de la Serre et de l'Hurtaut.

- Chaourse, à deux pas de Montcornet est connue pour son "trésor de Chaourse", composé d'objets métalliques gallo-romains (Britisch Museum). C'est ici que la grande voie romaine Bavay-Reims franchissait la Serre.

## Flore et faune

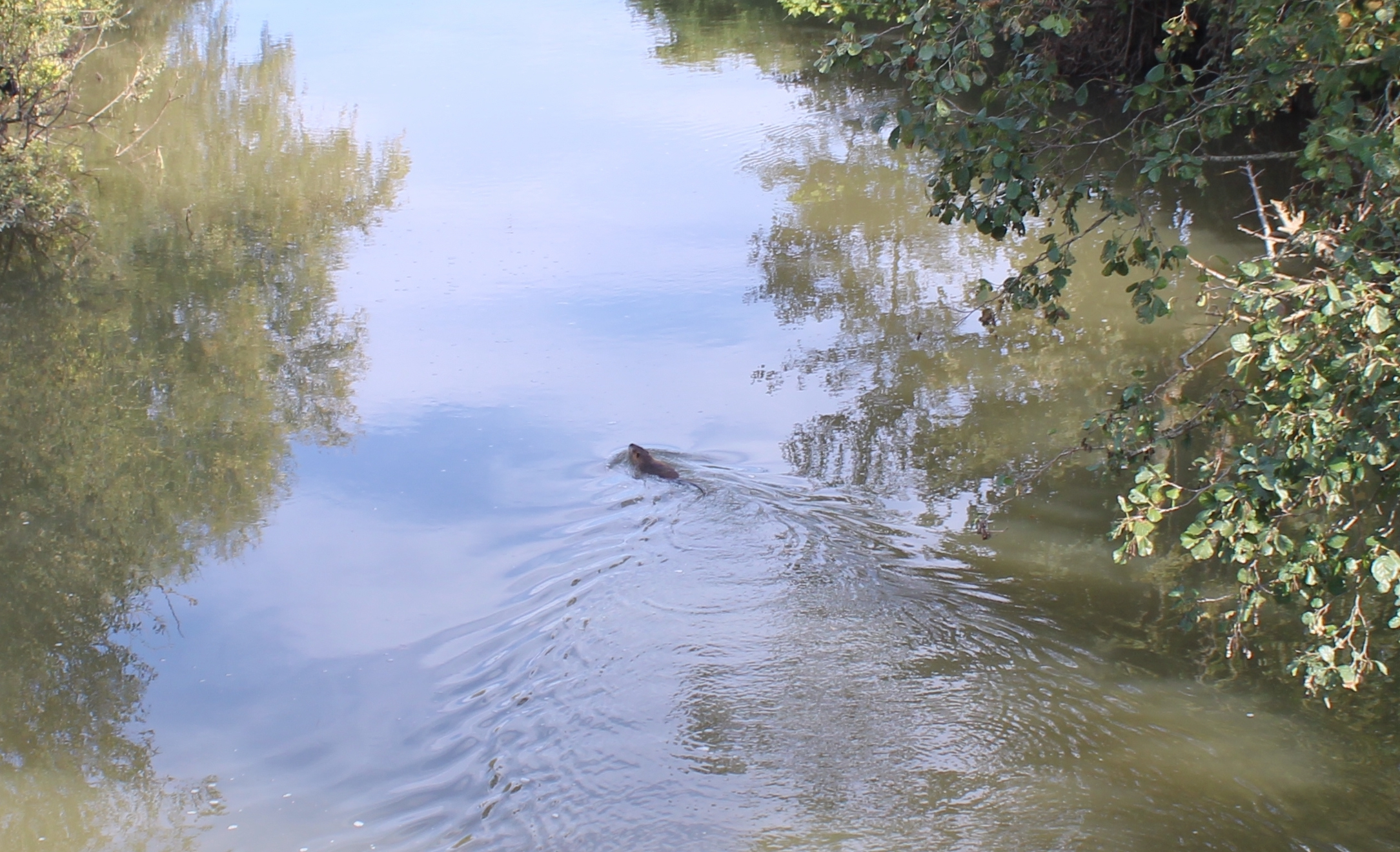
Ragondin sur La Serre en 2021.